# Hell's Kitchen (telessérie)
Hell's Kitchen é um programa de reality de competição de cozinha que estreou na Fox a 30 de maio de 2005. A série é apresentada pelo chefe Gordon Ramsay, que criou e participou da série britânica do mesmo nome. Em cada temporada, duas equipas de chefes competem por um emprego como chefe principal num restaurante, enquanto trabalham numa cozinha de um restaurante criado no estúdio de televisão.
Um formato de eliminação progressiva reduz o campo de 20 a 12 participantes para só um vencedor durante cada temporada. Num episódio típico, dois concorrentes são nomeados para eliminação, com Ramsay a eliminar um dos nomeados. A série notavelmente apresenta a raiva explosiva de Ramsay para com os concorrentes, que na verdade é fortemente dramatizada para benefício do público. Hell's Kitchen já foi nomeado para seis Prémios Emmy do Primetime. Uma cadeia de restaurantes de Hell's Kitchen de Gordon Ramsay abriram, inspirados pelo programa.
A 1 de fevereiro de 2022, a série foi renovada para as suas vigésima-primeira e vigésima-segunda temporadas. A vigésima-primeira temporada, com o subtítulo Battle of the Ages, foi transmitida de setembro de 2022 a fevereiro de 2023. A vigésima-segunda temporada, com o subtítulo The American Dream, vai estrear em setembro de 2023.

## Formato
Hell's Kitchen é uma série de reality de televisão que usa o formato de eliminação progressiva que reduz o campor de 20 a 12 participantes a apenas um vencedor durante o curso da temporada. A versão americana de Hell's Kitchen segue o mesmo formato da versão britânica, embora o programa seja transmitido em tape delay e não em direto, nem existe participação do público na eliminação dos chefes, que também não são celebridades com no versão britânica. O programa é produzido em Hell's Kitchen, um armazém modificado em Los Angeles que inclui o restaurante, instalações com duas cozinhas, e um dormitório onde os chefes residem enquanto estão no programa. Também lhes é dado um set de facas com que eles ficam, independentemente do seu progresso.
No começo de cada temporada, Gordon Ramsay separa os chefes em duas equipas. Com a exceção da 1ª, 18ª, e 21ª temporadas, a separação coloca as mulheres na equipa vermelha e os homens na equipa azul; cada um recebe um casaco de chefe com painéis dessa cor nos ombros. Os chefes ficam nestas equipas durante a maioria da competição, mas Ramsay pode colocar um chefe na outra equipa se os números estiverem desiguais, se lhe desejar experimentar, ou se ele achar que o chefe vai trabalhar melhor na outra equipa. Cada episódio tipicamente inclui um desafio e um serviço de jantar, seguido pela eliminação de um chefe, ou, em ocasiões raras, múltiplas eliminações. Quando restam apenas cinco ou seis chefes, ele são juntos numa só equipa usando casacos com painéis pretos. A partir deste ponto, ele competem individualmente durante desafios e trabalham juntos durante os serviços até restarem dois participantes.
As temporadas iniciais do programa permitiam que participantes com qualquer experiência profissional (como executivos de marketing ou posições de colarinho branco) participassem no programa e competissem; o resultado acabava por ser que os participantes que não tinham experiência culinária eram eliminados mais cedo que os concorrentes familiarizados com a indústria, e tornou-se necessário que todos os concorrentes tivessem algum tipo de experiência culinária.

### Desafios
Em desafios, as equipas ou indivíduos têm a tarefa de realizarem um desafio de cozinha por Ramsay. O tipo de desafios são variados, incluindo preparação de ingredientes, preparação de refeições e testes de sabor. O primeiro desafio de casa temporada é o prato de assinatura, dando aos chefes uma oportunidade de mostrar a Ramsay os seus cozinhados.
Cada temporada tipicamente inclui um ou mais desafios que permitem as equipas a construir vários pratos ou para um banquete que será realizado no próximo serviço de jantar ou como parte de fazerem os seus próprios menus. Outros desafios tipicamente incluem uma tarefa de "prova, agora faz", onde os chefes tentam recriar um prato que Ramsay preparou depois de apenas o provar, e um "teste ás cegas" onde os chefes identificam ingredientes enquanto vendados e usando fones de ouvido que bloqueiam o som. Alguns desafios foram serviços completos de pequeno-almoço ou almoço, onde a equipa que completar o serviço primeiro é declarada vencedora.
O vencedor do desafio é determinado ou por um sistema de pontuação feito para esse desafio ou pelas opiniões de Ramsay ou dos jurados convidados. A equipa vencedora (ou o chefe) recebem um prémio (uma atividade reacional fora de Hell's Kitchen e outros prémios), enquanto que a equipa que perdeu (ou chefes) é forçada a realizar tarefas mundanas, como limpar as cozinhas, preparar um ingrediente específico para o jantar, ter de preparar a comida para ambas as cozinhas, e por vezes comer algo desagradável (como restos de comida misturados num smoothie) para o almoço.
Começando na temporada 19, um desafio de eliminação de fasquia alta é feito antes do primeiro serviço de jantar onde os chefes têm de criar um prato segundo um padrão definido (como incorporar um ingrediente necessário ou fazer um certo prato e adicionar um toque pessoal). Os dois ou três chefes de cada equipa que foram considerados os piores são pedidos para apresentar o seu prato a Ramsay, e o chefe que ele decidir ser o pior prato do desafio (ou não apresenta potencial para melhorar) é eliminado sem participar em um serviço de jantar.

### Serviço de jantar
Para os serviços de jantar, os chefes trabalham por estações (entradas, carne, peixe, ou guarnição) na linha da cozinha para preparar a comida de forma coordenada com os seus colegas e dentro dos padrões de qualidade e apresentação elevados de Ramsay sem a sua assistência ou dos seus sous-chefs. O jantar é para cerca de 100 convidados (voluntários para o programa), cada pessoa recebe uma entrada, um prato principal, e uma sobremesa. Os chefes recebem menus e livros de receitas para estudarem e memorizarem, incluindo alguns dos pratos mais difíceis de Ramsay incluindo Risotto e Bife Wellington. Os chefes passam horas antes de cada serviço a preparar os seus ingredientes.
Os menus podem ser personalizados para um certo jantar, com pratos com temas étnicos ou pratos que resultam de um desafio anterior. Algumas temporadas tem um jantar onde as equipas criam os seus próprios menus, que são avaliados previamente por Ramsay pela sua qualidade e apresentação. Episódios posteriores apresentam um serviço de jantar privado, onde cada equipa tem de servir uma refeição de cinco pratos a 12 convidados, com cada membro liderando os seus colegas a preparar um prato. Os serviços de jantar incluem desafios adicionais. Um chefe de cada equipa pode ser pedido para servir uma refeição à mesa para a sua equipa, servir celebridades na mesa de chef da cozinha, ou fazer de empregado de mesa tirando e realizando pedidos. Depois de os chefes estarem numa só equipa preta, o último jantar antes da final normalmente tem cada chefe a comandar a cozinha como um teste do seu controlo de qualidade, incluindo erros deliberados feitos pelos sous-chefs ou por Ramsay.
Durante um serviço, Ramsay exige que todos os pedidos para cada prato para uma mesa saiam juntos, e manda pedidos inteiros para trás se só um item estiver mal preparado, como estando demasiado cozido ou cru ou não temperado corretamente. Enquanto os chefes estão em duas equipas, Ramsay tem a ajuda de dois sous-chefs, cada um monitorizando uma das cozinhas, exigindo os mesmos padrões e alertando Ramsay para qualquer problema. O objetivo de Ramsay é completar cada serviço de jantar, mas excecionalmente uma performance fraca na cozinha por uma ou ambas as equipas pode causar um encerramento prematuro de uma das cozinhas, fazendo-os voltar ao dormitório. Ramsay pode expulsar chefes individuais da cozinha baseado em performances fracas repetidas durante o serviço e em ocasiões semi-raras, pode eliminar um chefe no local. Os chefes podem também desistir quando sob pressão de Ramsay.

### Eliminação
Uma vez que o serviço de jantar está completo, Ramsay junta toda a gente na cozinha, anuncia que equipa é a equipa perdedora e pede que escolham dois membros da sua equipa como nomeados para eliminação. É possível que ambas as equipas sejam consideradas perdedoras ou um número diferente de chefes pode ser pedido para nomeação. Em alguns casos, Ramsay já nomeou ambas as equipas como vencedoras mas ainda pediu para nomearem alguém para eliminação. A nomeação tem de ser concordada pelo grupo, mas Ramsay ocasionalmente nomeia um chefe de "melhor do pior" ou "melhor do melhor" da equipa e pede-lhes para escolher os nomeados. Este conceito, no entanto, tem desaparecido com o tempo devido aos concorrentes por vezes fazerem nomeações baseadas em escolhas pessoais em vez de performance na cozinha. Ramsay também já declarou que ninguém seria mandado para casa mas esses casos são geralmente acompanhados por uma dupla eliminação no serviço seguinte, uma troca de equipa ou acontecem quando alguém foi mandado para casa durante o episódio por insubordinação ou excecionalmente mau trabalho.
Ramsay reúne as equipas na sala de jantar e fica a três metros da equipa perdedora, antes de escolher uma participante aleatório na equipa para anunciar as nomeações. Se houver uma equipa vencedora, ela normalmente congrega-se numa mesa próxima a Ramsay durante o processo. Uma vez que todas as nomeações são anunciadas, Ramsay pede a cada um dos nomeados que expliquem porque devem ficar em Hell's Kitchen. Depois de dar uma oportunidade aos nomeados de se defenderem, Ramsay seleciona um para entregar o casaco e "deixar Hell's Kitchen". Em ocasiões mais raras, Ramsay pode anular nomeações ou até eliminar um chefe que não foi eliminado, que pode incluir um chefe da equipa vencedora.
O chefe eliminado é subsequentemente visto a deixar o restaurante por um corredor enquanto deixa os seus últimos pensamentos sobre a experiência. Depois de dispensar os chefes, Ramsay volta para o seu escritório. Ele simbolicamente coloca o casaco do chefe num gancho em baixo do seu respetivo retrato, fazendo queimar a foto e sinalizando a sua despedida. Durante esta cena, ouve-se a voz de Ramsay a explicar as razões pela eliminação do chefe; embora sendo por vezes humorístico. Se um chefe eliminado trabalhou excecionalmente bem, Ramsay pode permitir que fiquem com o seu casaco como símbolo do seu sucesso até aquele ponto.
Chefes podem ser eliminados da competição por razões médicas, tanto voluntariamente como involuntariamente. Chefes que violem as regras da competição podem ser imediatamente eliminados, principalmente durante o serviço de jantar. Chefes podem também sair da competição voluntariamente por qualquer outra razão.
Uma vez que o número de chefes sejam menos que um certo nível (normalmente quando restam cinco ou seis chefes) é lhes entre casacos pretos e reúnem-se numa só equipa. Nas temporadas mais recentes, os casacos pretos são dados através de uma série de desafios individuais rigorosos na vez dos serviços de jantar, com concorrentes que não receberam casacos pretos a serem eliminados. Eliminações continuam até restarem apenas dois concorrentes.

### Serviço final
Na final, os dois chefes têm a oportunidade de desenvolverem os seus menus e liderarem uma brigada de antigos concorrentes durante um serviço de jantar completo. Nas primeiras cinco temporadas, isto inclui a oportunidade de decorar metade do restaurante. Antes do serviço de jantar, os dois chefes competem num desafio para preparar os seus menus, e o vencedor irá ganhar a vantagem de escolher os seus chefes de brigada primeiro. Ramsay irá garantir que todos os itens do menu estejam dentro dos padrões de alta cozinha antes do serviço, e ele e os seus sous-chefs irão supervisionar o serviço para se certificarem que os padrões são cumpridos, mas não se envolvem de outra forma, permitindo que os dois chefes demonstrem a sua capacidade de dirigir o serviço. Os finalistas podem reatribuir estações, ou até expulsar os seus colegas; já existiram quatro expulsões neste serviço durante a história do programa, incluindo Ramsay expulsar um dos membros da brigada. Em uma ocasião, um chefe saiu durante o serviço voluntariamente.
Ramsay usa as suas observações, e as dos clientes e de outras fontes para decidir quem irá ser o chefe vencedor. Ele tem duas portas no seu escritório que dão à varanda acima da área de estar de Hell's Kitchen. Cada chefe fica numa porta e Ramsay pede que ambos virem a maçaneta ao mesmo tempo. Depois um intervalo comercial, apenas a porta do chefe vencedor é destrancada permitindo que o vencedor passe pela porta e seja cumprimentado pela multidão abaixo. O chefe vencedor ganha dois prémios incluindo a oportunidade de trabalhar como chefe principal ou chefe executivo num restaurante à escolha de Ramsay, como também um prémio de $250,000 (235,00€). Parecido à narração em cada eliminação, Ramsay narra as razões pela qual escolheu aquele chefe como vencedor. Além disso,o vencedor coloca uma foto sua ao lado dos antigos vencedores na entrada principal do restaurante.

## Elenco
| Temporada | Sous-Chefs (Azul)                           | Sous-chefs (Vermelho)                                     | Maître                                                 |
| --------- | ------------------------------------------- | --------------------------------------------------------- | ------------------------------------------------------ |
| 1         | Scott Leibfried                             | MaryAnn Salcedo                                           | Jean-Philippe Susilovic                                |
| 2         | Scott Leibfried                             | MaryAnn Salcedo; Heather West (Concorrente)               | Jean-Philippe Susilovic                                |
| 3         | Scott Leibfried                             | MaryAnn Salcedo; Heather West (Convidada)                 | Jean-Philippe Susilovic                                |
| 4         | Scott Leibfried                             | Gloria Felix                                              | Jean-Philippe Susilovic                                |
| 5         | Scott Leibfried                             | Gloria Felix; Heather West (Convidada)                    | Jean-Philippe Susilovic                                |
| 6         | Scott Leibfried                             | Heather West                                              | Jean-Philippe Susilovic                                |
| 7         | Scott Leibfried; Jason Santos (Concorrente) | Andi Van Willigan-Cutspec                                 | Jean-Philippe Susilovic                                |
| 8         | Scott Leibfried                             | Andi Van Willigan-Cutspec                                 | James Lukanik                                          |
| 9         | Scott Leibfried                             | Andi Van Willigan-Cutspec                                 | James Lukanik                                          |
| 10        | Scott Leibfried; Jason Santos (Convidado)   | Andi Van Willigan-Cutspec; Christina Wilson (Concorrente) | James Lukanik                                          |
| 11        | James Avery                                 | Andi Van Willigan-Cutspec; Christina Wilson (Convidada)   | Jean-Philippe Susilovic; Marino Monferrato (Convidado) |
| 12        | James Avery                                 | Andi Van Willigan-Cutspec; Christina Wilson (Convidada)   | Jean-Philippe Susilovic                                |
| 13        | James Avery; Jason Santos (Convidado)       | Andi Van Willigan-Cutspec; Christina Wilson (Convidada)   | Marino Monferrato                                      |
| 14        | James Avery                                 | Andi Van Willigan-Cutspec; Christina Wilson (Convidada)   | Marino Monferrato                                      |
| 15        | Aaron Mitrano                               | Christina Wilson; Andi Van Willigan-Cutspec (Convidada)   | Marino Monferrato                                      |
| 16        | Aaron Mitrano                               | Andi Van Willigan-Cutspec; Christina Wilson (Convidada)   | Marino Monferrato                                      |
| 17        | James "Jocky" Petrie                        | Christina Wilson                                          | Marino Monferrato                                      |
| 18        | James "Jocky" Petrie                        | Christina Wilson                                          | Marino Monferrato                                      |
| 19        | Jason Santos                                | Christina Wilson                                          | Marino Monferrato                                      |
| 20        | Jason Santos                                | Christina Wilson                                          | Marino Monferrato                                      |
| 21        | Jason Santos                                | Christina Wilson                                          | Marino Monferrato                                      |
| 22        | Jason Santos                                | Christina Wilson                                          | Marino Monferrato                                      |

Gordon Ramsay é o chefe principal. Jason Thompson é o narrador. Jean-Philippe Susilovic, um Maître belga, vem de Pétrus, um dos restaurantes de Ramsay em Londres e aparece nas primeiras sete temporadas. Susilovic foi também maître na primeira série da versão original britânica. James Lukanik substituiu Susilovic nas temporadas 8-10. Susilovic voltou nas temporadas 11 e 12, antes de ser substituído permanentemente por Marino Monferrato. Durante a temporada 21, Marino esteve fora entre os episódios dois e nove, então Matthew Childs esteve no seu lugar temporariamente como maître. Cada equipa tem também os serviços de um dos dois sous-chefs. A vencedora da temporada 10 Christina Wilson é a sous-chef atual da equipa vermelha, com o vice-campeão da temporada 7 Jason Santos como o sous-chef atual da equipa azul.
Antigos sous-chefs foram MaryAnn Salcedo, Gloria Felix, a vencedora da segunda temporada Heather West, Andi Van Willigan-Cutspec, Scott Leibfried, James Avery, Aaron Mitrano, e James "Jocky" Petrie. Na temporada 15, Wilson ficou no lugar de Van Willigan-Cutspec. Van Willigan-Cutspec voltou na temporada 16, mas foi substituída por Wilson outra vez a partir da temporada 17 devido a razões pessoais.

## Produção

### Transmissão
O tema é "Fire" dos Ohio Players. Quando a versão americano é transmitida no Reino Unido, Itália, Portugal e alguns países, é tocada a versão instrumental. A versão instrumental também é usada no lançamento do DVD não censurado para a versão americano.

### Cenário
Para as primeiras duas temporadas, o restaurante do Hell's Kitchen fica nos antigos estúdios do estúdio de televisão de Los Angeles  KCOP-TV em 915 North La Brea Avenue, em Hollywood, que já foi o local de produção de game shows Tic Tac Dough e The Joker's Wild. KCOP foi adquirida pela News Corporation em 2001 e os seus estúdios foram integrados com os de KTTV, afiliado da Fox, em 2003, deixando a instalação de La Brea disponível. Originalmente o estúdio foi para venda, mas no fim eles foram refeitos para a produção do Hell's Kitchen. A área de jantar foi a localização dos antigos estúdios das notícias KCOP, e os dormitórios dos concorrentes foram construídos atrás do restaurante.
Antes da temporada três, a instalação do Hell's Kitchen foi mudada os Estúdios Century em 3322 La Cienega Place em Los Angeles. Das temporadas 4 a 18, o local de Hell's Kitchen era em 8660 Hayden Place em Culver City. Segundo Arthur Perkins, o estúdio só está aberto para membros do público quando as gravações estão a ser realizadas. O estúdio fica na antiga localização do backlot de RKO Fort Acres, que foi usado em filmes como Gone with the Wind e séries como The Andy Griffith Show e Adventures of Superman. O estúdio fica na localização do campo militar visto na série de televisão Gomer Pyle, U.S.M.C..
As primeiras 18 temporadas foram produzidas nesses armazéns modificados em Los Angeles que incluíam o restaurante, duas instalações de cozinha, e dormitórios onde os concorrentes residiam enquanto no programa. A décima-nona e vigésima temporadas foram filmada na propriedade dos Estúdios Caesars Entertainment perto da Las Vegas Strip. As temporadas 21 e 22 foram gravadas seguidas em Burbank, Califórnia, no que era um edifício do IKEA.

### Acusações de encenação
A série atraiu várias acusações online e editoriais de encenação e licença dramática, maioritariamente devido ás técnicas de edição dos produtores, que emendam juntas várias horas de filmagens de um serviço de jantar, para fazer parecer que certos concorrentes têm mau desempenho, mais tarde justificando a sua eliminação. Isto tornou-se mais óbvio num episódio que apresentava clipes que mostravam Amanda "Tek" Moore, que já tinha sido eliminada, no fundo, ainda a cozinhar três episódios depois da sua eliminação.
Uma das acusações mais controversas de encenação em Hell's Kitchen está relacionada com um incidente com o concorrente Joseph Tinnelly da Temporada 6, que, durante uma ronda de eliminação, furiosamente confrontou Ramsay, desafiando-o a lutar, e foi então escoltado para fora do set. O incidente atraiu imediatamente os críticos que afirmaram que aquela foi uma cena possivelmente falsa e exagerada, conduzida a causar atenção e tensão no programa para criar interesse por parte dos espetadores.

## Visão geral da série
Artigo principal: Lista de episódios de Hell's Kitchen (série americana)
| Temporada | Duração original                                | Vencedor            | Vice-campeão         | Nº de concorrentes | Prémio                                                      |
| --------- | ----------------------------------------------- | ------------------- | -------------------- | ------------------ | ----------------------------------------------------------- |
| 1         | 30 de maio - 1 de agosto de 2005                | Michael Wray        | Ralph Pagano         | 12                 | Tatou em Los Angeles                                        |
| 2         | 12 de junho - 14 de agosto de 2006              | Heather West        | Virginia Dalbeck     | 12                 | Terra Rossa no Casino e Resort de Spa Red Rock em Las Vegas |
| 3         | 4 de junho - 13 de agosto de 2007               | Rock Harper         | Bonnie Muirhead      | 12                 | Terra Verde no Racho Green Valley em Henderson              |
| 4         | 1 de abril - 8 de julho de 2008                 | Christina Machamer  | Louis Petrozza       | 15                 | London West Hollywood em Long Angeles                       |
| 5         | 29 de janeiro - 14 de maio de 2009              | Danny Veltri        | Paula da Silva       | 16                 | Fornelletto noBorgata Casino em Atlantic City               |
| 6         | 21 de julho - 13 de outubro de 2009             | Dave Levey          | Kevin Cottle         | 17                 | Araxi Restaurante e Bar em Whistler                         |
| 7         | 1 de junho - 10 de agosto de 2010               | Holli Ugalde        | Jason "Jay" Santos   | 16                 | Savoy Grill no Hotel Savoy em Londres                       |
| 8         | 22 de setembro - 15 de dezembro de 2010         | Nona Sivley         | Russel Kook II       | 16                 | L.A. Live no Hotel JW Marriott em Los Angeles               |
| 9         | 18 de julho - 19 de setembro de 2011            | Paul Niedermann     | Will Lustberg        | 18                 | BLT Steak em Nova Iorque                                    |
| 10        | 4 de junho - 10 de setembro de 2012             | Christina Wilson    | Justin Antiorio      | 18                 | Gordon Ramsay Steak em Paris Las Vegas                      |
| 11        | 12 de março - 25 de julho de 2013               | Ja'Nel Witt         | Mary Poehnelt        | 20                 | Gordon Ramsay Pub & Grill no Caesars Palace                 |
| 12        | 13 de março - 24 de julho de 2014               | Scott Commings      | Jason Zepaltas       | 20                 | Gordon Ramsay Pub & Grill no Caesars Palace                 |
| 13        | 10 de setembro - 17 de dezembro de 2014         | La Tasha McCutchen  | Bryant Gallaher      | 18                 | Gordon Ramsay Pub & Grill em Caesar Atlantic City           |
| 14        | 3 de março - 9 de junho de 2015                 | Meghan Gill         | Terrece "T" Gregoire | 18                 | Gordon Ramsay Pub & Grill em Caesar Atlantic City           |
| 15        | 15 de janeiro - 29 de abril de 2016             | Ariel Malone        | Kristin Barone       | 18                 | BLT Steak em Bally's Las Vegas                              |
| 16        | 23 de setembro de 2016 - 2 de fevereiro de 2017 | Kimberly-Ann Ryan   | Heather Williams     | 18                 | Yardbird Southern Table & Bar em The Venetian Las Vegas     |
| 17        | 29 de setembro de 2017 - 2 de fevereiro de 2018 | Michelle Tribble    | Benjamin Knack       | 16                 | Restaurante Hell's Kitchen no Caesars Palace                |
| 18        | 28 de setembro de 2018 - 8 de fevereiro de 2019 | Ariel Contreras-Fox | Mia Castro           | 16                 | Restaurante Hell's Kitchen no Caesars Palace                |
| 19        | 7 de janeiro - 22 de abril de 2017              | Kori Sutton         | Mary Lou Davis       | 18                 | Restaurante Hell's Kitchen no Lago Tahoe                    |
| 20        | 31 de maio - 13 de setembro de 2021             | Trenton Garvey      | Megan Gill           | 18                 | Gordon Ramsay Steak em Paris Las Vegas                      |
| 21        | 29 de setembro de 2022 - 9 de fevereiro de 2023 | Alex Belew          | Dafne Mejia          | 18                 | Restaurante Hell's Kitchen em Caesars Atlantic City         |
| 22        | 28 de setembro de 2023                          | A ser anunciado     | A ser anunciado      | 18                 | A ser anunciado                                             |

## Receção

### Prémios e nomeações
Hell's Kitchen foi nomeado para três Prémios Emmy do Primetime de Direção Artística Excecional na categoria de Variedade, Música ou Programação de Não-Ficção em 2007, 2008, e 2009. Também foi nomeado para dois Prémios Art Directors Guild Awards na categoria de Televisão - Programas de Prémios, Variedade, Música ou Programa de Não-Ficção em 2007 e 2008, ganhando um em 2008. Também foi nomeado para um Prémio Teen Choice para Série Choice de Verão.
Em 2009, Gordon Ramsay ganhou um Prémio Astra de Ator ou Personalidade Internacional Favorita.
Nos Prémios People's Choice, Hell's Kitchen foi nomeado para Programa de Reality Favorito e Gordon Ramsay foi nomeado para o Chefe de TV Favorito.
Na cerimónia de Prémios de Reality de 2014, Hell's Kitchen ganhou um prémio para melhor novo elenco. Em 2015, Hell's Kitchen ganhou prémios para melhor série em geral e prazer culpado nos Prémios de Reality de 2015.

## Outros medias

### Media doméstico
Visual Entertainment (sob licença dos Estúdios ITV) lançou as primeiras catorze temporadas de Hell's Kitchen em DVD na Região 1. A temporada 14 foi lançada a 15 de março de 2016, e no formato de Blu-ray pela primeira vez.
Na Região 4, Shock Entertainment lançou as temporadas 1-8 em DVD na Austrália.
| Título de DVD/BD                                  | Nº de episódios | Datas de lançamento    | Datas de lançamento    | Datas de lançamento    |
| Título de DVD/BD                                  | Nº de episódios | Região 1 (CAN)         | Região 2 (USA)         | Região 4 (AUS)         |
| ------------------------------------------------- | --------------- | ---------------------- | ---------------------- | ---------------------- |
| Hell's Kitchen – Temporada 1: Raw and Uncensored  | 10              | 8 de abril de 2008     | 8 de abril de 2008     | 1 de dezembro de 2008  |
| Hell's Kitchen – Temporada 2: Raw and Uncensored  | 10              | 27 de outubro de 2009  | 11 de maio de 2010     | 2 de fevereiro de 2009 |
| Hell's Kitchen – Temporada 3: Raw and Uncensored  | 11              | 10 de agosto de 2010   | 21 de setembro de 2010 | 2 de fevereiro de 2009 |
| Hell's Kitchen – Temporada 4: Raw and Uncensored  | 15              | 16 de novembro de 2010 | 9 de novembro de 2010  | 1 de abril de 2009     |
| Hell's Kitchen – Temporada 5: Raw and Uncensored  | 15              | 30 de agosto de 2011   | 30 de agosto de 2011   | 27 de novembro de 2009 |
| Hell's Kitchen – Temporada 6: Raw and Uncensored  | 15              | 1 de novembro de 2011  | 10 de abril de 2012    | 9 de março 2011        |
| Hell's Kitchen – Temporada 7: Raw and Uncensored  | 15              | 5 de junho de 2012     | 5 de junho de 2012     | 11 de maio de 2011     |
| Hell's Kitchen – Temporada 8: Raw and Uncensored  | 15              | 4 de dezembro de 2012  | 4 de dezembro de 2012  | 11 de maio 2011        |
| Hell's Kitchen – Temporada 9: Raw and Uncensored  | 16              | 27 de agosto de 2013   | 10 de setembro 2013    | TBA                    |
| Hell's Kitchen – Temporada 10: Raw and Uncensored | 20              | 8 de outubro de 2013   | 1 de outubro de 2013   | TBA                    |
| Hell's Kitchen – Temporada 11: Raw and Uncensored | 22              | 15 de abril de 2014    | 15 de abril de 2014    | TBA                    |
| Hell's Kitchen – Temporada 12: Raw and Uncensored | 20              | 1 de setembro de 2015  | 1 de setembro de 2015  | TBA                    |
| Hell's Kitchen – Temporada 13: Raw and Uncensored | 16              | 24 de novembro de 2015 | 24 de novembro de 2015 | TBA                    |
| Hell's Kitchen – Temporada 14: Raw and Uncensored | 16              | 15 de março de 2016    | 15 de março de 2016    | TBA                    |

### Vídeo-jogos
A 11 de setembro de 2008, a Ubisoft lançou Hell's Kitchen: O Jogo para Wii, Nintendo DS, Microsoft Windows, e IOS, que apresenta a semelhança de Ramsay, e muitas tarefas importantes do programa da versão americana.
A 2 de abril de 2009, Ludia e Social2u lançaram a versão oficial e Facebook do vídeo-jogo do Hell's Kitchen.